# UCIワールドカレンダー2009
UCIワールドカレンダー2009 (UCI World Calendar 2009) は、自転車競技ロードレースの2009年のシリーズ戦。国際自転車競技連合 (UCI) が、アモリ・スポル・オルガニザシオン（ASO、ツール・ド・フランスなどの主催者）、RCSスポルト（ジロ・デ・イタリアなどの主催者）、ウニプブリク（ブエルタ・ア・エスパーニャなどの主催者）と共同で運営する。

## 概要
当年のシリーズは、UCIプロツアー (UPT) 対象14レースと、ヒストリカルレース (HIS) 対象10レースの合計24レースが対象。個人、チーム、国別の三つの総合順位をワールドランキング (World Ranking) と称して争われた。つまり、2007年まで行われていたUCIプロツアーと、形の上ではほとんど類似しているが、UCIプロチーム以外のプロチームに所属する選手およびチームもポイントの対象として行われた。

### ポイント配分表
POINT SCALE
|             | 1位 | 2位 | 3位 | 4位 | 5位 | 6位 | 7位 | 8位 | 9位 | 10位 | 11位 | 12位 | 13位 | 14位 | 15位 | 16位 | 17位 | 18位 | 19位 | 20位 |
| 総合成績(A) | 200 | 150 | 120 | 110 | 100 | 90  | 80  | 70  | 60  | 50   | 40   | 30   | 24   | 20   | 16   | 12   | 10   | 8    | 6    | 4    |
| 区間成績(A) | 20  | 10  | 6   | 4   | 2   |     |     |     |     |      |      |      |      |      |      |      |      |      |      |      |
| 総合成績(B) | 170 | 130 | 100 | 90  | 80  | 70  | 60  | 52  | 44  | 38   | 32   | 26   | 22   | 18   | 14   | 10   | 8    | 6    | 4    | 2    |
| 区間成績(B) | 16  | 8   | 4   | 2   | 1   |     |     |     |     |      |      |      |      |      |      |      |      |      |      |      |
| 総合成績(C) | 100 | 80  | 70  | 60  | 50  | 40  | 30  | 20  | 10  | 4    |      |      |      |      |      |      |      |      |      |      |
| 区間成績(C) | 6   | 4   | 2   | 1   | 1   |     |     |     |     |      |      |      |      |      |      |      |      |      |      |      |
| 総合成績(D) | 80  | 60  | 50  | 40  | 30  | 22  | 14  | 10  | 6   | 2    |      |      |      |      |      |      |      |      |      |      |

- A……ツール・ド・フランス
- B……ジロ・デ・イタリア、ブエルタ・ア・エスパーニャ
- C……ツアー・ダウンアンダー、パリ〜ニース、ティレーノ〜アドリアティコ、ミラノ〜サンレモ、ロンド・ファン・フラーンデレン、バスク一周、パリ〜ルーベ、リエージュ〜バストーニュ〜リエージュ、ツール・ド・ロマンディ、カタルーニャ一周、ドーフィネ・リベレ、ツール・ド・スイス、ツール・ド・ポローニュ、エネコ・ツアー、ジロ・ディ・ロンバルディア
- D……ヘント〜ウェヴェルヘム、アムステルゴールドレース、フレッシュ・ワロンヌ、クラシカ・サンセバスティアン、ヴァッテンフォール・サイクラシックス、GP西フランス・プルエー

※太字はステージレース

## ワールドランキング対象レース
| 日程      | レース名                             |     | 優勝者                           | 所属チーム             | 総合第1位                |
| --------- | ------------------------------------ | --- | -------------------------------- | ---------------------- | ------------------------ |
| 1/20-1/25 | ツアー・ダウンアンダー               | UPT | アラン・デイヴィス               | クイックステップ       | アラン・デイヴィス       |
| 3/8-3/15  | パリ〜ニース                         | HIS | ルイス・レオン・サンチェス       | ケス・デパーニュ       | アラン・デイヴィス       |
| 3/11-3/17 | ティレーノ〜アドリアティコ           | HIS | ミケーレ・スカルポーニ           | セッラメンティ         | アラン・デイヴィス       |
| 3/21      | ミラノ〜サンレモ                     | HIS | マーク・カヴェンディッシュ       | コロンビア・ハイロード | アラン・デイヴィス       |
| 4/5       | ロンド・ファン・フラーンデレン       | UPT | ステイン・デヴォルデル           | クイックステップ       | アラン・デイヴィス       |
| 4/6-4/11  | バスク一周                           | UPT | アルベルト・コンタドール         | アスタナ               | アルベルト・コンタドール |
| 4/8       | ヘント〜ウェヴェルヘム               | UPT | エドヴァルド・ボアソン・ハーゲン | コロンビア・ハイロード | アラン・デイヴィス       |
| 4/12      | パリ〜ルーベ                         | HIS | トム・ボーネン                   | クイックステップ       | ハインリヒ・ハウスラー   |
| 4/19      | アムステルゴールドレース             | UPT | セルゲイ・イワノフ               | カチューシャ           | ハインリヒ・ハウスラー   |
| 4/22      | フレッシュ・ワロンヌ                 | HIS | ダヴィデ・レベッリン             | セッラメンティ         | ハインリヒ・ハウスラー   |
| 4/26      | リエージュ〜バストーニュ〜リエージュ | HIS | アンディ・シュレク               | チーム・サクソバンク   | ハインリヒ・ハウスラー   |
| 4/28-5/3  | ツール・ド・ロマンディ               | UPT | ロマン・クロイツィガー           | リクイガス             | ハインリヒ・ハウスラー   |
| 5/9-5/31  | ジロ・デ・イタリア                   | HIS | デニス・メンショフ               | ラボバンク             | デニス・メンショフ       |
| 5/18-5/24 | カタルーニャ一周                     | UPT | アレハンドロ・バルベルデ         | ケス・デパーニュ       | ハインリヒ・ハウスラー   |
| 6/7-6/14  | ドーフィネ・リベレ                   | UPT | アレハンドロ・バルベルデ         | ケス・デパーニュ       | アレハンドロ・バルベルデ |
| 6/13-6/21 | ツール・ド・スイス                   | UPT | ファビアン・カンチェラーラ       | チーム・サクソバンク   | アレハンドロ・バルベルデ |
| 7/4-7/26  | ツール・ド・フランス                 | HIS | アルベルト・コンタドール         | アスタナ               | アルベルト・コンタドール |
| 8/1       | クラシカ・サンセバスティアン         | UPT | カルロス・バレード               | クイックステップ       | アルベルト・コンタドール |
| 8/2-8/8   | ツール・ド・ポローニュ               | UPT | アレッサンドロ・バッラン         | ランプレ               | アルベルト・コンタドール |
| 8/16      | ヴァッテンフォール・サイクラシックス | UPT | タイラー・ファーラー             | ガーミン               | アルベルト・コンタドール |
| 8/19-8/26 | エネコ・ツアー                       | UPT | エドヴァルド・ボアソン・ハーゲン | コロンビア・HTC        | アルベルト・コンタドール |
| 8/23      | GP西フランス・プルエー               | UPT | サイモン・ジェラン               | サーヴェロ             | アルベルト・コンタドール |
| 8/29-9/20 | ブエルタ・ア・エスパーニャ           | HIS | アレハンドロ・バルベルデ         | ケス・デパーニュ       | アルベルト・コンタドール |
| 10/17     | ジロ・ディ・ロンバルディア           | HIS | フィリップ・ジルベール           | サイレンス・ロット     | アルベルト・コンタドール |

## 個人総合順位
最終成績
| 順位 | 選手名                           | 国籍           | チーム                    | ポイント |
| ---- | -------------------------------- | -------------- | ------------------------- | -------- |
| 1    | アルベルト・コンタドール         | スペイン       | アスタナ                  | 527      |
| 2    | アレハンドロ・バルベルデ         | スペイン       | ケス・デパーニュ          | 483      |
| 3    | サムエル・サンチェス             | スペイン       | エウスカルテル            | 357      |
| 4    | アンディ・シュレク               | ルクセンブルク | チーム・サクソバンク      | 334      |
| 5    | カデル・エヴァンス               | オーストラリア | サイレンス・ロット        | 333      |
| 6    | エドヴァルド・ボアソン・ハーゲン | ノルウェー     | チーム・コロンビア＝HTC   | 322      |
| 7    | ロマン・クロイツィガー           | チェコ         | リクイガス                | 319      |
| 8    | マーク・カヴェンディッシュ       | イギリス       | チーム・コロンビア＝HTC   | 304      |
| 9    | フィリップ・ジルベール           | ベルギー       | サイレンス・ロット        | 295      |
| 10   | ロベルト・ヘーシンク             | オランダ       | ラボバンク                | 266      |
| 240  | 新城幸也                         | 日本           | Bボックス・ブイグテレコム | 2        |